# Erythrina hennessyae
Erythrina hennessyae är en ärtväxtart som beskrevs av Krukoff och Rupert Charles Barneby. Erythrina hennessyae ingår i släktet Erythrina och familjen ärtväxter. Inga underarter finns listade i Catalogue of Life.